# Joyce Vermue
Joyce G.P. Vermue (Oostburg, 22 de junio de 1985) es una política neerlandesa que actualmente ocupa un escaño en la Segunda Cámara de los Estados Generales para el período legislativo 2012-2017 por el Partido del Trabajo (Partij van de Arbeid). En las elecciones parlamentarias de 2012 Vermue no fue elegida para un escaño, sin embargo, el 22 de septiembre de 2015 se instaló como un miembro de la Cámara en reemplazo temporal por Manon Fokke, y de manera definitiva el 5 de noviembre cuando Martijn van Dam dejó su puesto para asumir el rol de Ministro de Economía.
Forma parte de las comisiones de Educación, Cultura y Ciencia; Asuntos Europeos; Finanzas; Comercio Exterior y Cooperación para el Desarrollo; Salud, Bienestar y Deportes; Infraestructura y Medio Ambiente; Seguridad y Justicia; entre otros.